# Нишава
Ниша́ва (болг. Нишава; серб. Нишава / Nišava) — река в Болгарии и Сербии, правый приток Южной Моравы. Длина — 218 км. Является самым длинным притоком Южной Моравы.
Нишава берёт своё начало в западной Болгарии, в Балканских горах, называемых в Болгарии Стара Планина, к востоку от горы Ком (2106 м), вблизи села Гинци, недалеко от границы с Сербией. Верхнее течение реки иногда называется Гинска, по селу Гинци. Протекает вблизи городка Годеч, затем через село Разбоиште, после чего образует ущелье; по выходе из ущелья достигает пограничного села Калотина и далее течёт по сербской территории. Отметим, что всего река протекает 67 км по болгарской территории и 151 км — по сербской. В Сербии течёт мимо таких городов, как Димитровград, Пирот, Бела-Паланка, Нишка-Баня и Ниш. В наши дни, когда город Ниш разросся, берега Нишавы почти до самого устья покрыты городской застройкой. По названию реки получил имя Нишавский округ, административным центром которого является Ниш.
Река принадлежит к бассейну Чёрного моря. Её собственный бассейн имеет площадь 3950 км², из них 1237 км² в Болгарии и 2713 км² в Сербии. Нишава несудоходна. Расход воды — 36 км³/с. Нишава имеет много притоков, таких, как Темштица, Ерма (Суковска река), Црвена река, Коритничка река, Кутинска река. Долина Нишавы есть часть маршрута, с древности соединяющего Европу и Азию, в который также входят долины таких рек, как Велика-Морава и Марица, маршрут этот ведёт в Стамбул, и как автомобильная, так и железная дорога Белград—Стамбул следуют им.
Между населёнными пунктами Бела-Паланка и Нишка-Баня река образует Сичевское ущелье (серб. Сићевачка клисура; Sićevačka klisura) длиной 17 км и глубиной 350—400 м; в ущелье имеются каньоны; река в этих местах достаточно мощна, и её энергия используется двумя электростанциями («Сичево» и «Островица»).
В 2000 году в пещере Мала Баланица, находящейся в Сичевском ущелье, в ходе археологических раскопок была найдена часть челюсти древнего человека, датируемая возрастом 525—397 тыс. лет. В находящейся напротив пещере Велика Баланица в культурном слое с мустьерскими орудиями (285±34 — 295±74 тыс. л. н.) нашли зубы неандертальцев — моляры (BH-2 и BH-3) и резец (BH-5), а также фрагмент правой верхней челюсти с одним целым первым моляром (BH-4).